# Grigor Parlitschew

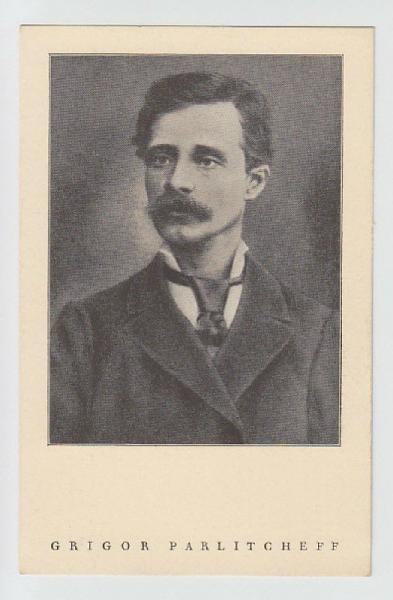
Grigor Parlitschew

Grigor Stawrew Parlitschew (auch Pârlichev, bulgarisch Григор Ставрев Пърличев, mazedonisch Григор Ставрев Прличев Grigor Stavrev Prličev; * 18. Januar 1830 in Ohrid, Osmanisches Reich, heute in Nordmazedonien; † 25. Januar 1893 ebenda) war ein bulgarischer Schriftsteller.

## Leben
Parlitschew besuchte eine griechischsprachige Schule in Makedonien. In den 1850er Jahren war er in Tirana, Prilep und Ohrid als Lehrer tätig. 1858 begann er ein Medizinstudium in Athen, wechselte dann aber an die sprachwissenschaftliche Fakultät.
Im Jahr 1860 gewann er mit seiner Ballade O Armatolos (Ο Αρματωλός, Bulgarisch Serdar), geschrieben in griechischer Sprache, den ersten Preis beim jährlichen Dichterwettbewerb in der griechischen Hauptstadt. Von nun an galt Parlitschew als der zweite Homer der griechischen Sprache und ihm wurden daraufhin Stipendien für die Universitäten von Oxford und Berlin angeboten. Er ging aber nicht nach Westeuropa.
Seit 1862 engagierte sich Parlitschew im Kampf gegen das griechischsprachige Kirchen- und Schulwesen im noch osmanischen Mazedonien. Bei einem Aufenthalt in Konstantinopel hatte er sich in den dortigen Bibliotheken mit der altbulgarischen Schriftsprache und Literatur vertraut gemacht. Nach seiner Rückkehr nach Ohrid setzte er sich für das bulgarische Schulwesen ein und führte Bulgarisch als Unterrichtssprache ein.
1868 kam er wegen seines Engagements für einige Monate ins Gefängnis, weil er vom griechischen Bischof in Ohrid als Unruhestifter angezeigt worden war. 1870 übersetzte Parlitschew seine Ballade Serdar in seine Muttersprache. Seit dieser Zeit schrieb und veröffentlichte er nur noch Werke in seiner Muttersprache. Als erster übersetzte er Homers Ilias ins Bulgarische; der Dialekt und Stil seiner Übertragung ist jedoch verschiedentlich scharf von bulgarischen Schriftstellern und Poeten (wie z. B. Christo Botew oder Ljuben Karawelow) kritisiert worden, da er den Ohrider Dialekt und nicht die literarische bulgarische Hochsprache benutzt hat. Andere wiederum wie Iwan Wasow und Konstantin Welitschkow setzten sich für die Übersetzung ein und erkannten Parlitschews poetischer Still an.
Er war danach jedoch weiterhin als Lehrer nicht nur in Makedonien unterwegs, unter anderem in Struga, am Aprilow-Gymnasium in Gabrowo (heute Zentralbulgarien), Bitola und am Bulgarischen Männergymnasium in Thessaloniki. Kurze Zeit arbeitete Parlitschew in der neu gegründeten Nationalbibliothek zu Sofia. In Thessaloniki schrieb er 1885 seine Autobiographie.
Grigor Parlitschew wird heute von Bulgaren wie von Mazedoniern als Angehöriger des jeweiligen Volkes betrachtet. Es selbst war zunächst Mitglied der Romanischen Gemeinde (Rum-Millet) und entwickelte mit dem Erstarken des griechischen Nationalismus seine bulgarische Identität und eine starke anti-griechische Haltung. Laut dem belgischen Parlitschew-Forscher Raymond Detrez, entwickelte Grigor zwar in seinen letzten Lebensjahren einen vagen lokalen Patriotismus zu seiner Heimatregion Makedonien, was in der Historiographie im kommunistischen Jugoslawien und heutigen Nordmazedonien als Beweis für die Existenz einer angeblichen mazedonischen ethnischen Identifikation im späten 19. Jahrhundert gesehen wird, er selbst bezeichnete sich jedoch weiterhin als Bulgare. Dieser Diskurs soll nach dem bulgarisch-nordmazedonischen Freundschaftsvertrag von 2017 durch eine gemeinsamen Geschichts- und Schulbuchkommission beigelegt werden.
Parlitschew hatte zwei Kinder: Den Sohn Kiril Parlitschew, der in der BMARK bzw. IMRO tätig war, und die Tochter Despina. Der Dichter Christo Popsimow ist sein Enkelsohn und der Schriftsteller Kiril Parlitschew ist sein Urenkel.
Parlitschews Geburts- und Wohnhaus in der Oberen Altstadt von Ohrid ist heute ein kleines Museum. Begraben liegt er (gemeinsam mit seinem Sohn Kiril) in einem markanten Grab hinter der Kirche Sv. Perivlepta in Ohrid.

## Werke
- Сердарят (Serdar)
- Скендербей (Skanderbeg)
- Чувай ся себе си, 1866
- Възпитание или дванадесет песни за деца (Erziehung oder Zwölf Lieder für Kinder)
- Автобиография, 1885 (Autobiographie)
- Кратка славянска граматика (Kurze slawische Grammatik)